# Hóp (Vinland)
Hóp was de zuidelijkste nederzetting op het Amerikaanse continent van de Vikingen in de 11e eeuw. Het woord betekent waarschijnlijk "haf" of "lagune".
Hóp werd gesticht door de IJslandse ontdekkingsreiziger Thorfinn Karlsefni. Nadat hij had overwinterd bij de meer noordelijk gelegen Straumsfjord, stichtte hij bij de monding van een rivier een permanente nederzetting. Het jaar daarop werd er handel gedreven met de inheemse indianen, door de Vikingen Skraelingen genoemd. Dit ging een tijdje goed, maar uiteindelijk werden de Vikingen door de indianen aangevallen en moest Hóp verlaten worden.
Net als veel andere vroege Viking-nederzettingen is het niet duidelijk waar Hóp zich precies bevond.